# Miroestrol
Miroestrol ist ein Phytoöstrogen. Dies sind sekundäre Pflanzenstoffe mit einer den zu den weiblichen Sexualhormonen zählenden Östrogenen ähnlichen Struktur und biologischen Aktivität. Miroestrol wurde im Jahr 1960 aus der Pflanze Pueraria mirifica, einer Pueraria-Art aus der Familie der Hülsenfrüchtler isoliert.

## Vorkommen
Pueraria mirifica wird in der thailändischen Volksmedizin seit langem eingesetzt. Ihren Inhaltsstoffen werden verjüngende Eigenschaften nachgesagt. Der Miroestrolgehalt ist abhängig vom Alter und Wachstumsstandort der Pflanze und kann bis zu 45 Milligramm pro Kilogramm getrockneter Pueraria-Mirifica-Wurzel betragen.

## Darstellung
Eine Totalsynthese des Miroestrol wurde aufgrund seiner östrogenen Eigenschaften von mehreren Forschungsgruppen versucht. Die erste Totalsynthese gelang E. J. Corey im Jahr 1993. Corey versuchte zunächst einen intramolekularen Ringschluss über eine photochemisch induzierte Aren-Olefin-Cyclisierung.  Dies gelang jedoch nicht, so dass schließlich der Ringschluss über eine intramolekulare Diels-Alder-Reaktion mit anschließender Doppelbindungsisomerie erfolgte.

## Verwendung
Miroestrol wird in der medizinischen Forschung verwendet, um die pharmakologische Wirkung von Phytoöstrogenen zu untersuchen.

## Wirkung
Die östrogene Wirkung von Miroestrol wird genutzt, um Auszüge aus Pueraria Mirifica als pflanzliches Nahrungsergänzungsmittel bei Wechseljahresbeschwerden, als Anti-Aging-Mittel oder zur Brustvergrößerung zu vermarkten. Allerdings gibt es keine wissenschaftliche Grundlage für diese Verwendungen.
Es wird mittlerweile angenommen, dass die eigentlich wirksame Komponente der Pflanze die Verbindung Desoyxymiroestrol ist und Miroestrol nur als Oxidationsprodukt während der Isolierung entsteht. In einer Vergleichsstudie wurde festgestellt, dass die östrogenen Eigenschaften des Desoyxymiroestrols vergleichbar war mit anderen Phytohormonen wie Coumestrol. Miroestrol dagegen war weniger wirksam.